# 林德利大廳
林德利大廳（Lindley Hall），位於倫敦西敏市埃爾弗頓街，是兩座「皇家園藝大廳」中較古老的一座，由RHS公司擁有，該公司是倫敦市中心慈善團體皇家園藝學會的一部分。另一座是勞倫斯大廳，不再由RHS擁有；兩者都靠近文森特廣場。
林德利大廳雖然是一個展覽廳，但它越來越多用於產品發表會、會議、時裝秀、宴會、婚禮和其他活動。
從1910年到1939年，此大廳舉辦了全英羽球錦標賽。它於1970年被註冊為二級登錄建築。